# Johann Friedrich Schär

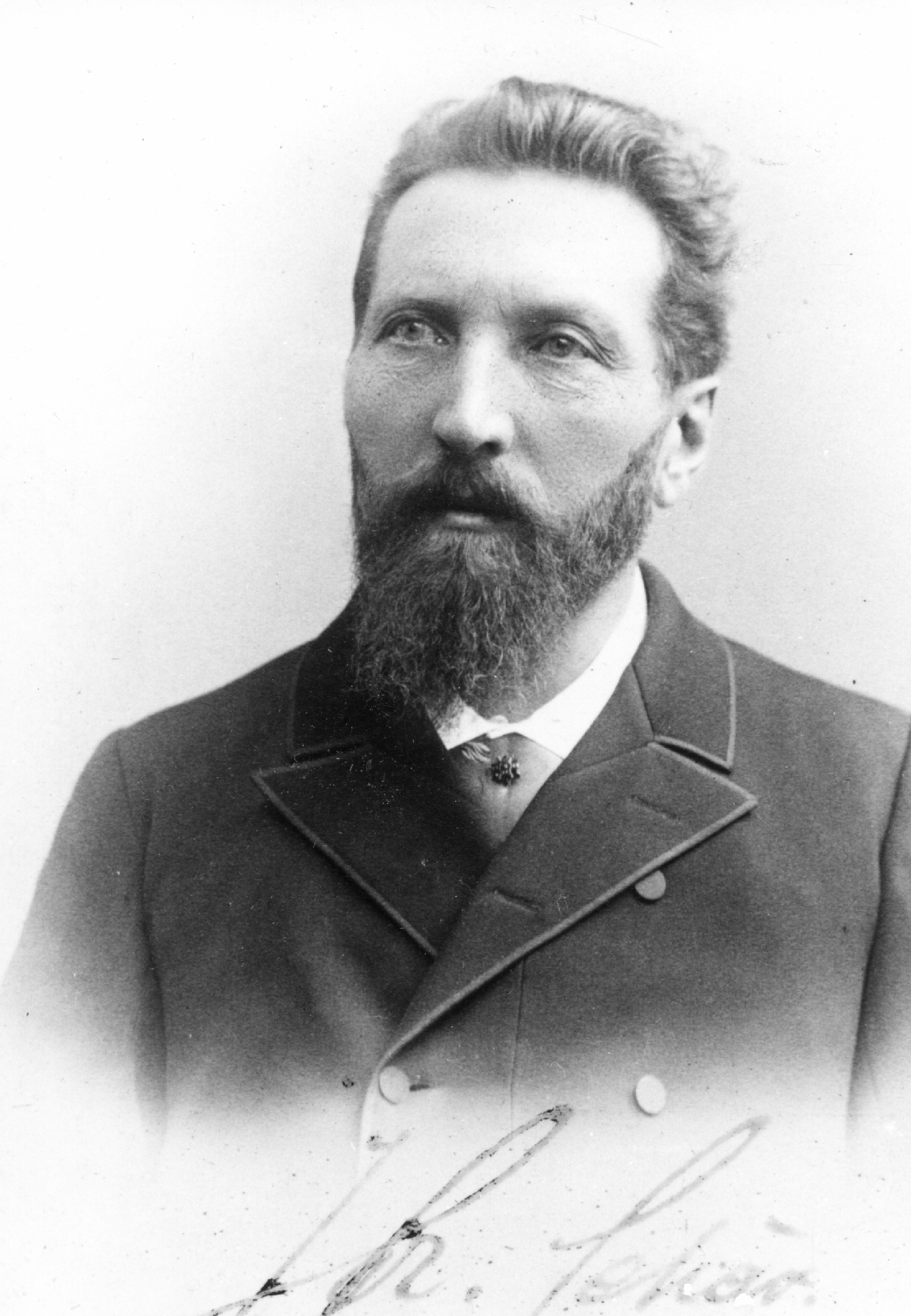
Johann Friedrich Schär

Johann Friedrich Schär (* 21. März 1846 in Ursellen; † 25. September 1924 in Muttenz) war ein Schweizer Pädagoge und Wirtschaftswissenschaftler. Er war einer der «Gründerväter» und Pionier der Betriebswirtschaftslehre (BWL), Begründer deren ethisch-normativen Richtung und Entdecker des Break-Even-Points. Er gilt als Pionier der Schweizerischen Genossenschaftsbewegung.

## Leben
Schär kam als ältestes von drei Geschwistern im Emmentaler Weiler Ursellen zur Welt. Sein Vater war Käser. Nach der Primarschule besuchte er die Sekundarschule in Zollbrück und danach das Lehrerseminar in Münchenbuchsee. Mit 19 Jahren wurde er Lehrer in Wattenwil. 1867 erwarb er das Patentexamen für Sekundar- und Gymnasiallehrer an der Universität Bern und begann als Seminarlehrer die Fächer Physik, Chemie, Mathematik und Turnen zu unterrichten. 1869 wurde er Hauptlehrer für Physik und Chemie am bernischen Lehrerseminar in Münchenbuchsee.

«Von Anfang an fasste ich den Lehrerberuf von einer höheren Warte aus auf; meine Wirksamkeit sollte nicht auf den engen Raum des Schulzimmers begrenzt sein; ich wollte meine Ideale in das Volk hinaustragen. Dazu gab mir ein wunderbares Buch den entscheidenden Anstoss; Zschokkes «Goldmacherdorf», das mir aus der neu gegründeten Schulbibliothek in die Hände fiel.»

Von 1870 bis 1874 arbeitete als Geschäftsleiter einer Käseexportgesellschaft, daneben war er als Hotelier und Wirt sowie für kurze Zeit als Fabrikdirektor tätig. Später ging er als Sekundarlehrer nach Bischofszell, wo er 1875 Rektor wurde. Von 1880 bis 1882 war er Direktor der Mädchensekundarschule in Biel. Von 1882 bis 1903 hatte Schär eine Stelle als Lehrer für Handelswissenschaften an der Oberen Realschule und später an der kantonalen Handelsschule in Basel.
Im gleichen Jahr wurde er Mitglied des Basler Allgemeinen Consumvereins und bald deren Präsident. Zwischen 1892 und 1903 war er Präsident des Verbandes Schweizerischer Konsumvereine, heute Coop. 1889 wurde auf seine Anregung hin, die Schweizerische Gesellschaft Freiland gegründet.
Von 1891 bis 1893 und 1896 bis 1903 sass er als FDP-Mitglied im Basler Grossen Rat. Er war Mitgründer der Basler Kantonalbank und Mitglied des Bankrats.
1903 wurde Schär an die Universität Zürich berufen, wo er den ersten an einer Universität eingerichteten Lehrstuhl für Handelswissenschaften übernahm. 1906 übersiedelte er nach Berlin, wo er bis 1919 als ordentlicher Professor für Buchhaltung, Organisation und Zahlungsverkehr an der neu errichteten Handelshochschule Berlin lehrte. Nach seiner Emeritierung kehrte er in die Schweiz zurück und liess sich in der Genossenschaftssiedlung Freidorf in Muttenz nieder.
Schär trachtete als erster Wissenschafter seiner Disziplin danach, ein geschlossenes System der Betriebswirtschaftslehre aufzubauen. Er sah die Betriebswirtschaftslehre als nah verwandt mit der Volkswirtschaftslehre. Mit Rudolf Dietrich (1896–1974) und Heinrich Nicklisch war er ein Vertreter der ethisch-normativen Richtung der BWL. Wichtige Werke Schärs waren Allgemeine Handelsbetriebslehre und Buchhaltung und Bilanz. Beide Publikationen finden heute (2018) noch Beachtung. Die 1905 gegründete Deutsche Gesellschaft für Betriebswirtschaft verlieh die Johann-Friedrich-Schär-Plakette bis in die 1970er Jahre.
Schärs Leistungen zur Vereinfachung der Kontensystematik hatte wesentliche Auswirkungen auf die Buchhaltung: Die durch Erlass des Reichswirtschaftsministeriums von 1937 vorgeschriebene Verwendung von Kontenrahmen basiert auf Schärs Kontensystem und Schmalenbachs Kontenrahmen.

## Werk
Schär verfasste seit 1888 rund 50 Schriften, darunter das Standardwerk Allgemeine Handelsbetriebslehre. Seine Veröffentlichungen und Lehrbücher befassen sich vor allem mit Fragen der Buchhaltung und deren didaktisch-beschreibenden Erklärungsversuchen (Zweikontentheorie, Buchhaltung und Bilanz 1911). Zahlreiche Beiträge behandeln das Genossenschaftswesen.
Die Allgemeine Handelsbetriebslehre von 1911 war das erste Lehrbuch, das in der Wirtschaftsordnung auf Solidarismus zielte und zur Allgemeinen Betriebswirtschaftslehre hinführte. Nach Schär sollte das Leitmotiv beim Handel nicht das Gewinnstreben sein, sondern das ökonomische Prinzip, mit den geringsten Kosten zwischen Produzenten und Konsumenten zu vermitteln. Dazu propagierte Schär die Berechnung des sogenannten «toten Punktes» (Break-even-Point), das heisst, derjenigen Produktionsmenge, bei der die Erlöse erstmals die Kosten decken. Aus dieser ethisch-normativen Forderung heraus, müsste nach ihm die Privatwirtschaftslehre in der Nationalökonomie verankert sein.

## Auszeichnungen
Dr. rer pol. h. c. der Universität Zürich 1904 und der Universität Köln 1923.

## Schriften
- Freiland, die wahren Ursachen der sozialen Not, vom Standpunkt der Bodenbesitzreformer. Basel 1892
- Huber-Schär: Handbuch der Kontorpraxis. Berlin 1895.
- Die Bank im Dienste des Kaufmanns. 1904
- Allgemeine Handelsbetriebslehre. Verlag G.A. Glöckner, Leipzig 1911
- Buchhaltung und Bilanz. 1911
- Die Genossenschaft im Lichte der wirtschaftlichen und sozialen Kämpfe der Gegenwart. Buchdruckerei des Verbandes Schweizerischer Konsumvereine, Basel 1912
- mit Stanisław Marciniak: Erfolge der Kalkulation und Statistik im genossenschaftlichen Grossbetriebe. 1912
- Vom Krieg zum Frieden, 3. Der bargeldlose Verkehr, ein Teil unserer Kriegsrüstung, 1917
- Genossenschaftliche Reden und Schriften, Pioniere und Theoretiker des Genossenschaftswesens. Band 1, Verband schweizerischer Konsumvereine, Basel 1920
- Die Siedlungsgenossenschaft Freidorf. In: Bodenreform. Organ der Deutschen Bodenreformer 33, 1922, Seiten 167–171.[10]
- Umgestaltung der Geld- und Währungsverhältnisse des zwischenstaatlichen Zahlungsverkehrs und der Wechselkurse durch den Krieg. Verlag Simon, Berlin 1920
- Lebenserinnerungen. Erster Band: Von der Emmentaler Sennhütte zum Katheder und Kontor. Verlag des Verbandes schweizerischer Konsumvereine, Basel 1924.
- Fabrikbuchhaltung. Verlag für Sprach- und Handelswissenschaft S. Simon, Berlin 1929, völlig neubearbeitete Auflage von Adolf Ziegler
- Doppelte Buchhaltung. Verlag für Sprach- u. Handelswissenschaft, Berlin 1928, 8. völlig neubearbeitete Auflage von Adolf Ziegler
- Kaufmännische Unterrichtsstunden. System Schär-Langenscheidt. Vollständiger Lehrgang für den Selbstunterricht. Berlin 1927.
- Einfache und doppelte Buchhaltung. 8. Auflage, Berlin 1928.
- Buchhaltung und Bilanz. Auf wirtschaftlicher, rechtlicher und mathematischer Grundlage für Juristen, Ingenieure, Kaufleute und Studierende der Betriebswirtschaftslehre. 6. Auflage, Berlin 1932.
- Die soziale und wirtschaftliche Aufgabe der Konsumgenossenschaften. Buchhandlung des Verbandes schweizerischer Konsumvereine, Basel 1934, 2. Auflage
- Buchhaltung und Bilanz. VDM, Müller, Saarbrücken 2007, Reprint